# Sylviorthorhynchus yanacensis
El tijeral de Yánac (Sylviorthorhynchus yanacensis), también denominado coludito puneño, coludito castaño, coludito ocráceo (en Argentina) o tijeral leonado (en Perú), es una especie de ave paseriforme de la familia Furnariidae, una de las dos pertenecientes al género Sylviorthorhynchus, hasta recientemente incluida en el género Leptasthenura.  Es nativa de la región andina del centro-oeste de Sudamérica.

## Distribución y hábitat

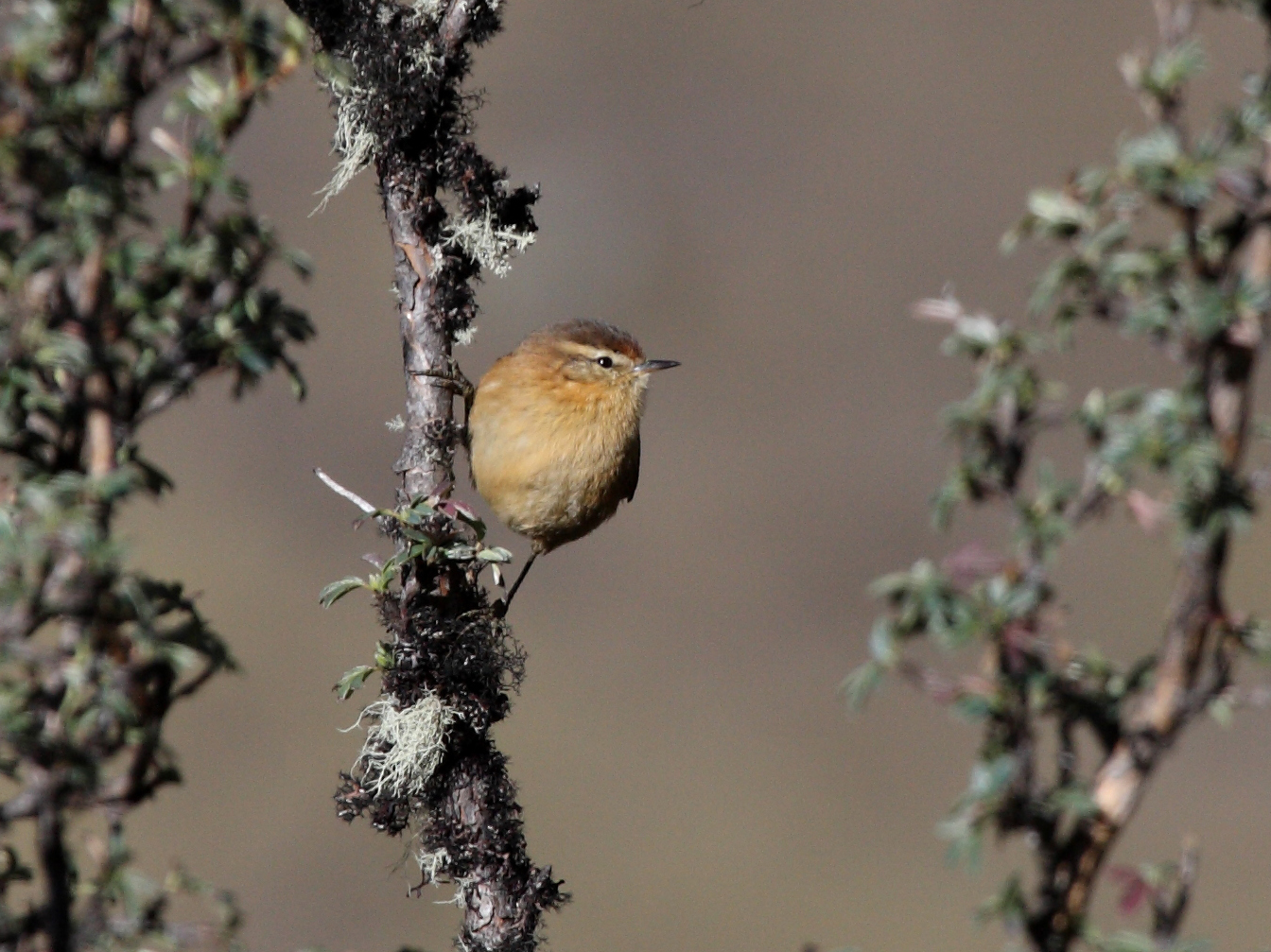
En Perú.

Se distribuye de forma disjunta en el oeste y sureste de Perú (Áncash, norte de Lima, y en la pendiente oriental de los Andes en Cuzco y Puno) hacia el sur hasta el centro-oeste de Bolivia (La Paz, Cochabamba, Potosí, Tarija) y en el noroeste de Argentina (Jujuy, Salta).
Esta especie es considerada poco común y local en sus hábitats naturales: los parches de bosques de Polylepis y los matorrales áridos montanos andinos, entre los 2900 y 4600 m de altitud.

## Alimentación
Se alimenta principalmente de pequeños artrópodos, que encuentra entre las ramas y hojas de arbustos y árboles.

## Sistemática

### Descripción original
La especie S. yanacensis fue descrita por primera vez por el ornitólogo estadounidense Melbourne Armstrong Carriker en 1933 bajo el nombre científico Leptasthenura yanacensis; la localidad tipo es: «Yánac, a 15 000 pies [4570 msnm], Áncash, Perú».

### Etimología
El nombre genérico masculino «Sylviorthorhynchus» es una combinación de los géneros del Viejo Mundo Sylvia (las currucas) y Orthotomus (los sastrecillos) y de la palabra del griego «rhunkhos»: pico; y el nombre de la especie «yanacensis», se refiere a la localidad tipo, Yánac, Perú.

### Taxonomía
En el año 2009, un estudio de Irestedt et al., recomendó que la especie Leptasthenura yanacensis fuera transferida al género Sylviorthorhynchus. En el año 2011, un nuevo análisis, de Derryberry et al., en el cual se dispuso de una amplia muestra de taxones, concluyó que la presente era la especie hermana de Sylviorthorhynchus desmursii. En el año 2014, Dickinson y Christidis transfirieron L. yanacensis al género Sylviorthorhynchus, es decir combinándolo como Sylviorthorhynchus yanacensis.
En marzo de 2019, en la Propuesta n.º 816 al Comité de Clasificación de Sudamérica (SACC), se recomendó y posteriormente se aprobó, que Leptasthenura yanacensis fuese transferido al género Sylviorthorhynchus, para lograr de este modo un género cohesivo y concordante con la información molecular.
Es monotípica. La población de Cochabamba (centro-oeste de Bolivia), con lista superciliar blanquecina y partes inferiores más pálidas que las poblaciones norteñas, representa casi seguramente un taxón no descrito; se carece de especímenes del noroeste argentino.